# Гребля Буханіфія
Гребля Буханіфія (Bouhanifia) – гідротехнічна споруда на півночі Алжиру.
Греблю спорудили в 1929 – 1940 роках на уеді Ель-Хаммам, який впадає до Середземного моря за півсотні кілометрів на схід від Орану, при цьому вище по сточищу споруджена гребля Уізерт, а нижче по течії Ель-Хаммам – гребля Фергуг. Саме руйнування останньої унаслідок повені 1927 року потягло за собою проект спорудження греблі Буханіфія, що дозволило б відновити подачу ресурсу для іригації рівнини Хабра (східна частина рівнини Мокта – великої пласкої ділянки у прибережній частині Тель-Атласу, яка в звичайному стані без штучної подачі води мала засолонені землі). 
В межах проекту долину уеду перекрили кам’яно-накидною греблею із бетонним облицюванням зі сторони верхнього б’єфу висотою 54 метра, довжиною 464 метра (гребля має складну форму із прямолінійними та вигнутими ділянками) та шириною від 5 (по гребеню) до 125 (по основі) метрів, яка потребувала 0,7 млн м3 матеріалу. Гребінь споруди знаходиться на позначці 300 метрів НРМ.
Під час будівництва перепуск води провадили за допомогою двох тунелів загальною пропускною здатністю 1350 м3/с, а по завершенні споруди один з них перетворили на нижній спуск потужністю 500 м3/с. Втім, основний перепуск води під час повені має здійснювати облаштований за два кілометри ліворуч від греблі водоскид продуктивністю 5500 м3/с, що починається зі зведеної у сідловині земляної греблі довжиною 80 метрів із гребенем на рівні 289 метра НРМ, над яким змонтовані 16 затворів, що дозволяють підняти нормальний рівень до 295 метрів НРМ.   
Гребля утворила водосховище, яке при нормальному рівні мало площу поверхні 5,17 км2 та первісний об’єм 75 млн м3 (під час повені рівень може зростати до 295,5 метра НРМ при збільшенні поверхні до 6,63 км2). Станом на 2003 рік унаслідок замулення фактичний нормальний об’єм сховища скоротився до 38,1 млн м3 (до 67,8 млн м3 під час повені). 
В 1949-му один з тунелів, через який провадили перепуск води під час будівництва греблі, використали для створення малої електростанції потужністю 5,7 МВт, яка використовує напір у 46 метрів. Станом на 2005 рік ця ГЕС не могла діяти через пошкодження панелі керування та нестачу води.